# Barbara de Liechtenstein
Barbara de Liechtenstein (en allemand : Barbara Eleonora Marie von und zu Liechtenstein), née le 9 juillet 1942 à Mährisch-Šternberk (actuellement en Tchéquie), est un membre de la maison de Liechtenstein, devenue, par son mariage en 1973, princesse de Yougoslavie.

## Biographie
Née à Mährisch-Šternberk (alors dans le Reichsgau des Sudètes et actuellement en Tchéquie) le 9 juillet 1942, Barbara de Liechtenstein est le quatrième et dernier enfant du prince Johannes Franz de Paula de Liechtenstein (cousin germain du prince souverain François-Joseph II) (1910-1975) et de la comtesse Karoline von Ledebur-Wicheln (1912-1996), mariés à Mährisch-Šternberk le 16 novembre 1936 et également parents de : Maria Eleonore (1937-2002), Eugen Hartmann (1939) et Albrecht (1940-2017),.
Par sa mère, Barbara est la cousine germaine de Marie Kinsky von Wchinitz und Tettau (1940-2021), épouse du prince souverain Hans-Adam II de Liechtenstein.
En raison de la fin de la Seconde Guerre en 1945, Barbara et sa famille doivent quitter leurs terres et domaines devant l'arrivée des Soviétiques. Ils déménagent à Vaduz, où Barbara est diplômée de l'enseignement secondaire en 1959 avant d'étudier à l'Académie des Beaux-Arts de Vienne. Ensuite, elle voyage beaucoup. Elle travaille à Munich comme architecte d'intérieur, puis, à Genève et à Lausanne.

## Mariage et postérité
Barbara de Liechtenstein épouse le prince Alexandre de Yougoslavie (né à White Lodge, à Richmond Park, au Royaume-Uni, le 13 août 1924 et mort à Paris 15e, le 12 mai 2016), fils du prince régent Paul de Yougoslavie et de la princesse Olga de Grèce, divorcé depuis décembre 1967 de la princesse Maria-Pia de Savoie. 
Le mariage de Barbara de Liechtenstein et d'Alexandre de Yougoslavie a lieu civilement le 2 novembre 1973 à Paris, où ils s'établissent avenue Montaigne. Après plusieurs voyages, à partir de 1992, dans la nouvelle République fédérale de Yougoslavie, le couple peut se marier religieusement, selon le rite orthodoxe, à Topola, en Serbie, le 28 octobre 1995,,.
De leur union naît fils :
- Dushan Paul de Yougoslavie (né à Saint-Gall le 25 septembre 1977), prince de Yougoslavie, qui épouse civilement à New York le 3 juillet 2018, puis religieusement à Oplenac, Topola, Serbie, le 25 mai 2019 Valerie De Muzio[8].

Devenue veuve en 2016, la princesse Barbara, qui demeurait à Paris depuis près de 45 ans, quitte la capitale française pour s'établir à Vaduz au Liechtenstein.